# Paraskevakerk
De Kerk van de Heilige Paraskeva (Russisch: Храм великомученицы Параскевы Пятницы в Качалове) is een Russisch-orthodoxe kerk in de Russische hoofdstad Moskou, gelegen in Boetovo, een zuidelijke buitenwijk. De kerk draagt de naam van Paraskeva, een heilige uit Iconium die de marteldood stierf tijdens de laatste en hevigste christenvervolging van het Romeinse Rijk.

## Geschiedenis
Al 450 jaar geleden stond op dezelfde plek al een houten kerk gewijd aan Paraskeva. Tijdens de Pools-Litouwse invasie werd de kerk verwoest. Aan het einde van de 17e eeuw werd een stenen kerk gebouwd die in 1694 werd ingewijd. Deze kerk zou het 200 jaar volhouden. Aan het einde van de 19e eeuw bleek de kerk in vervallen staat. Een restauratie in de jaren 1901-1904 voorzag niet alleen in uitbreiding van de kerk, maar ook het uiterlijk van het gebouw veranderde sterk.

## Sovjet-periode
Eind jaren dertig werd de kerk gesloten en overgedragen aan de lokale overheid. Het voormalige kerkgebouw werd bestemd voor fabricage-doeleinden. Waar ooit gebeden opstegen, daar was nu het lawaai van machines en transportbanden. Halverwege de jaren tachtig was de kerk inmiddels zo bouwvallig, dat de fabriek het gebouw verliet. Daarna volgden leegstand en verdere verloedering.

## Heropening
In 1990 kreeg de Russisch-orthodoxe Kerk en bakstenen skelet met gescheurde daken zonder koepels terug. In hetzelfde jaar vonden de eerste erediensten plaats. De kerk werd na teruggave binnen enkele jaren volledig gerestaureerd. De inwijding vond op 10 november 1998 plaats. Dagelijks vinden er zowel 's ochtends als in de namiddag erediensten plaats.